# Emys marmorata
Emys marmorata är en sköldpaddsart som beskrevs av  Baird och Girrard 1852. Emys marmorata ingår i släktet Emys och familjen kärrsköldpaddor. IUCN kategoriserar arten globalt som sårbar. Inga underarter finns listade i Catalogue of Life. Andra avhandlingar skiljer mellan 2 eller 4 underarter. Några zoologer och IUCN listar arten dessutom i ett eget släkte, Actinemys.

## Utseende
Skölpaddan har oftast ljusa fläckar eller strimmor på kroppen och på skölden vad som återspeglas i artepitet av det vetenskapliga namnet, marmorata (marmor-liknande). Skölden kan sakna dessa mönster och den har allmänt en mörkbrun till olivbrun grundfärg. Mjuka kroppsdelar är fläckig och varierar mellan brun, svart, olivgrön, orange och gul i färgen. Hos hannar är hakan och strupen mera gulvit än hos honor. Individerna blir 14 till 22 cm långa.

## Utbredning
Arten förekommer i västra Nordamerika vid Stilla havet från Kanadas sydvästra hörn över USA till nordvästra Mexiko (halvö Baja California).

## Ekologi
Emys marmorata lever i floder, mindre vattendrag, dammar, pölar och insjöar. Den hittas i låglandet och i bergstrakter upp till 1500 meter över havet. Individerna vistas gärna i vattenansamlingar med vattenväxter. De gör ibland vandringar och registrerades upp till en kilometer ifrån närmaste vatten.
Arten äter främst insekter och deras larver samt mindre fiskar, grodor, kadaver och olika växtdelar. Sköldpaddan jagas av olika medelstora rovdjur. Ungdjur faller dessutom offer för rovlevande fåglar, större fiskar och oxgroda. Honor lägger en eller två gånger ägg per år. Parningen sker mellan våren och sommaren och sedan läggs upp till 13 ägg (genomsnitt 7). Ungarna kläcks efter 13 till 17 veckor. Deras utveckling är beroende på utbredningen. I södra delen av utbredningsområdet blir de betydlig snabbare könsmogna. I norra USA och Kanada stannar de fram till nästa vår i boet. Den maximala livslängden är cirka 40 år.